# كوديكس مانيس
كوديكس مانيس أو كلمات مخطوطة هايدلبرغ الكبيرة هي ليدهانشفت (Liederhandschrift) والتي تعني مخطوطة للأغاني والشعر، وهو المصدر الأكثر شمولًا لشعر مينيسانغ بالألمانية المتوسطة العليا، مكتوبًا وموضحًا بين حوالي عام 1304 عندما اكتمل الجزء الرئيسي، وحوالي عام 1340 مع الإضافات.

## روابط خارجية
- Complete facsimile